# Ernst-Thälmann-Park
Ernst-Thälmann-Park er en park i Prenzlauer Berg i bydelen Pankow i det østlige Berlin, Tyskland. Parken er 25 hektar.
Parken er opkaldt efter den tidligere leder af Kommunistische Partei Deutschlands, Ernst Thälmann. Frem til 1981 lå et af Berlins 33 gasværker på grunden.
52°32′17″N 13°26′02″Ø / 52.53806°N 13.43389°Ø